# EXperience112
eXperience112 (wydana w Stanach Zjednoczonych pod nazwą The Experiment) – komputerowa gra przygodowa stworzona przez francuskie studio Lexis Numérique i wydana w 2007 roku przez Micro Application. eXperience112 wyróżnia się na tle innych gier z tego gatunku tym, że gracz nie kontroluje bezpośrednio postaci widocznej na ekranie, lecz różnymi sposobami musi ją nakłonić do wykonania konkretnej czynności.

## Fabuła
Akcja rozpoczyna się na plaży na wyspie na środku oceanu, na której w nieznanych okolicznościach znalazł się statek. Bazując na stopniu zarośnięcia pokładu przez lokalną florę można stwierdzić, że do katastrofy doszło przed wieloma laty. Gracz wciela się w rolę anonimowego bohatera zamkniętego w jednym z pokojów kontrolnych. Mając dostęp do kamer w jednej z kwater dostrzega kobietę, doktor Leę Nichols, która właśnie budzi się ze snu.
Jedynie współpracując mają szanse na opuszczenie wraku i wyjaśnienie, o co tu chodzi. Niemniej jednak gracz nie ma żadnej możliwości werbalnego kontaktu z dziewczyną – mimo to jest w stanie kontrolować znaczną część urządzeń na pokładzie i tym sposobem sugerować pani doktor odpowiednie działania. Ta, początkowo niezwykle nieufna (odmawia na przykład podania danych niezbędnych do zalogowania się do komputera), w końcu decyduje się zaufać nieznanemu towarzyszowi niedoli. W trakcie „wspólnej” eksploracji okrętu Lea Nichols i (pośrednio) postać gracza odnajdą szczątki pozostałych członków załogi, a także odkryją, co kryje się za tajemniczym projektem o kryptonimie 112.

## Rozgrywka
Podczas gry gracz stara się na wszelkie sposoby wizualnie skontaktować z panią doktor, poprzez na przykład otwieranie drzwi, zapalanie/wyłączanie świateł, kontrolowanie robotów pomocniczych czy korespondencję elektroniczną.

## Polska wersja
W stosunku do premiery światowej, wersja polska ujrzała światło dzienne stosunkowo późno, bo w kwietniu 2008 roku. Wydawca, Techland, zapowiedział pełną lokalizację tytułu. 18 marca 2007 menadżer produktu Maciej Żmuda-Adamski opublikował takie oto wyjaśnienie tej decyzji, wraz z pierwszą próbką polskiej wersji obok jej odpowiednika z oryginalnej ścieżki dźwiękowej: 

Zdecydowaliśmy się podjąć tego wyzwania z kilku niezwykle istotnych powodów. Po pierwsze, eXperience 112 nie jest grą łatwą i niektóre zagadki mogłyby stanowić sporą zaporę dla osób o przeciętnej znajomości języka angielskiego. Po drugie: chcieliśmy mieć pewność, że Gracze będą mogli w pełni docenić wspaniałość tej niezwykle wciągającej i rozbudowanej fabuły (wśród zdobytych już nagród jest m.in. za najlepszy scenariusz). Niezmiernie się też cieszymy, że nasi Gracze jeszcze bardziej będą mogli wczuć się w klimat tej niesamowitej gry, dzięki właśnie znakomitemu dubbingowi, który obecny jest nawet w filmach wyświetlanych w trakcie przygody. Jakość lokalizacji miała ogromne znaczenie i zwróciliśmy uwagę na wiele różnych aspektów z tym związanych – od doboru aktorów, po reżyserię sesji nagraniowej, z uwzględnieniem nawet takich smaczków, jak francuski akcent jednej z postaci. Efekt końcowy (siła wyrażanych emocji, zaangażowanie aktorów) wyraźnie przebija wersję angielską i powinien pomóc Graczom zanurzyć się we wspaniałym klimacie tej niezwykle oryginalnej gry.

16 kwietnia 2008, na dwa dni przed polską premierą Techland poinformował, że do każdego egzemplarza dołączona zostanie 80-stronicowa książeczka zawierająca poradnik i materiały dotyczące produkcji. Głosu głównej postaci użyczyła Agnieszka Fajlhauer.

## Odbiór gry
Gra uzyskała w większości pozytywne oceny serwisów poświęconych branży komputerowej. GamingShogun pochwalił oryginalny sposób kierowania rozgrywką, atmosferę i muzykę, natomiast skrytykował pojawiające się od czasu do czasu trudności w opanowaniu sterowania i dubbing. GameSpot z kolei ocenił eXperience112 na 7.5/10.